# Myrcia vittoriana
Myrcia vittoriana är en myrtenväxtart som beskrevs av Hjalmar Frederik Christian Kiaerskov. Myrcia vittoriana ingår i släktet Myrcia och familjen myrtenväxter. Inga underarter finns listade i Catalogue of Life.